# Uthwerdum
Uthwerdum ist seit der Gemeindegebietsreform vom 1. Juli 1972 ein Ortsteil der Gemeinde Südbrookmerland im Landkreis Aurich in Ostfriesland. Er besteht aus den Dörfern Abelitz, Georgsheil, Uthwerdum (Dorf) und Victorburer Marsch. Ortsvorsteher ist Martin Uden (SPD). Uthwerdum (Dorf) ist 750 Jahre alt und hat rund 1230 Einwohner. Es verfügt über einen Tennis- und Fußballplatz. Des Weiteren gibt es in Uthwerdum eine Holz- und Türenfirma sowie eine Sanitärfirma und ein Weingeschäft.

## Lage und Gebiet
Uthwerdum liegt unmittelbar östlich von Georgsheil. Insgesamt bedeckt die Gemarkung eine Fläche von 9,89 Quadratkilometern, die auf Erhebungen von 0,3 bis 1,2 Meter über dem Meeresspiegel ansteigen. Das Dorf entstand auf Talsand-Böden, die von Plaggenesch, Gley sowie Gley-Podsol Böden unterlagert sind.

## Entwicklung des Ortsnamens
Das Dorf wurde erstmals 1476 als to Uthwerdum erwähnt. Aus dem ausgehenden 17. Jahrhundert ist die Bezeichnung Uthwehrum überliefert. Die heutige Schreibweise ist seit 1871 geläufig. Der Name geht auf das altfriesische Dativ-Plural ut-werum zurück, das (bei den) äußersten (entfernten) Wehren bedeutet.

## Öffentliche Einrichtungen
In Uthwerdum gibt es die Grundschule Georgsheil. Unmittelbar neben der Schule befindet sich das Feuerwehrhaus der Freiwilligen Feuerwehr Uthwerdum. Außerdem stehen in Uthwerdum das Klärwerk und der Bauhof Südbrookmerland.
Im November 2024 wurde in Uthwerdum mit dem Bau der neuen Zentralklinik Georgsheil begonnen, die 2029 in Betrieb genommen werden soll.